# 线叶冬青
线叶冬青（学名：Ilex fargesii var. angustifolia）为冬青科冬青属狭叶冬青的变种。分布于中国大陆的甘肃、陕西等地，生长于海拔1,700米至1,800米的地区，多生在山坡林中，目前尚未由人工引种栽培。

## 别名
狭叶冬青（秦岭植物志）